# タハヌーン・ビン・モハメド・スタジアム
タハヌーン・ビン・モハメド・スタジアム（アラビア語: استاد طحنون بن محمد, 英語: Tahnoun bin Mohammed Stadium）は、アラブ首長国連邦アル・アインにある競技場である。
主にサッカーの試合に用いられる。UAEリーグに所属するアル・アインがホームスタジアムとして使用している他、サッカーUAE代表の試合会場としても利用される。
1987年に設立された。収容人数は15,000人。2003年と2005年のAFCチャンピオンズリーグ決勝戦の舞台となった。